# Ginnastica ai Giochi della VIII Olimpiade
Le competizioni della Ginnastica artistica dei Giochi della VIII Olimpiade si sono svolta allo stadio di Colombes dal 17 al  20 luglio 1924.

## Podi
| Evento                                   | Oro | Perform. | Argento | Perform. | Bronzo | Perform.      |
| Concorso a squadre maschile (dettagli)   | Italia Ferdinando Mandrini Mario Lertora Vittorio Lucchetti Francesco Martino Luigi Cambiaso Giuseppe Paris Giorgio Zampori Luigi Maiocco | 839,058  | Francia Jean Gounot Léon Delsarte Albert Séguin Eugène Cordonnier François Gangloff Arthur Hermann André Higelin Joseph Huber | 820,528  | Svizzera August Güttinger Jean Gutweniger Hans Grieder Georges Miez Josef Wilhelm Otto Pfister Carl Widmer Antoine Rebetez | 816,661       |
| Concorso individuale maschile (dettagli) | Leon Štukelj | 110,340  | Robert Pražák | 110,323  | Bedřich Šupčík | 106,930       |
| Cavallo con maniglie (dettagli)          | Josef Wilhelm | 21,230   | Jean Gutweniger | 21,130   | Antoine Rebetez | 20,730        |
| Anelli (dettagli)                        | Francesco Martino | 21,553   | Robert Pražák | 21,483   | Ladislav Vácha | 21,430        |
| Parallele simmetriche (dettagli)         | August Güttinger | 21,63    | Robert Pražák | 21,61    | Giorgio Zampori | 21,45         |
| Sbarra (dettagli)                        | Leon Štukelj | 19,730   | Jean Gutweniger | 19,236   | André Higelin | 19,163        |
| Volteggio al cavallo (dettagli)          | Frank Kriz | 9,980    | Jan Koutný | 9,970    | Bohumil Mořkovský | 9,930         |
| Volteggio al cavallo in largo (dettagli) | Albert Séguin | 10,000   | Jean Gounot François Gangloff                                                                                                 | 9,930    | Non assegnato | Non assegnato |
| Salita alla fune (dettagli)              | Bedřich Šupčík | 7"2      | Albert Séguin | 7"4      | August Güttinger Ladislav Vácha                                                                                            | 7"8           |

## Medagliere
| Posizione | Paese          | Oro | Argento | Bronzo | Totale |
| --------- | -------------- | --- | ------- | ------ | ------ |
| 1         | Svizzera       | 2   | 2       | 3      | 7      |
| 2         | Italia         | 2   | 0       | 1      | 3      |
| 3         | Jugoslavia     | 2   | 0       | 0      | 5      |
| 4         | Cecoslovacchia | 1   | 4       | 4      | 9      |
| 5         | Francia        | 1   | 4       | 1      | 6      |
| 6         | Stati Uniti    | 1   | 0       | 0      | 1      |
| Totale    | Totale         | 9   | 10      | 9      | 28     |